# Verzögerungslaut
Ein Verzögerungslaut (auch Füll-Laut, Verlegenheitslaut, Pausenlaut, Flicklaut, englisch hesitation vowel, hesitation sound) gehört in Rhetorik und Soziolinguistik zu den Verzögerungsphänomenen und ist eine meist einsilbige, in der Länge dehnbare Diskurspartikel, im Deutschen üblicherweise äh, ähm oder mhh, die in gesprochener Sprache zur Überbrückung einer Sprechpause zwischen zwei Wörtern oder Sprecheinheiten eingesetzt wird.

## Denkpause für den Sprecher
Diskurspartikeln füllen Pausen, während das Gehirn eine Wortwahl trifft, diese in die richtige Reihenfolge bringt und Betonung und Grammatik festlegt.

## Motorische und respiratorische Funktion
Die Atmung des Menschen beim Sprechen (oder Singen), die sogenannte Sprechatmung, unterscheidet sich erheblich von seiner Atmung ohne Artikulation von Sprechlauten, der sogenannten Ruheatmung. Während die letztere lediglich der Sauerstoffaufnahme und der Abgabe von CO2 dient, erfüllt die Sprechatmung zusätzlich die Funktion, den für die Lautbildung benötigten Luftstrom bereitzustellen, den sogenannten Phonationsstrom, bei dem es sich in erster Linie um einen exspiratorischen Luftstrom handelt, da normalerweise nur ausgeatmete Luft für die Lautbildung eingesetzt wird („Blasebalgfunktion“).
Bei der Ruheatmung sind Einatmungsphase (Inspiration) und Ausatmungsphase (Exspiration) annähernd gleich lang, während sich bei der Sprechatmung das Verhältnis von Einatmungs- und Ausatmungsdauer stark zugunsten der letzteren verschiebt. Die Umschaltung von der Ruheatmung auf die Sprechatmung erfolgt durch einen komplexen, sowohl neuronalen, überwiegend in der Großhirnrinde gesteuerten, als auch motorischen Prozess, bei dem der Atemrhythmus geändert und unter Einbeziehung der motorischen Kontrolle der Stimmlippen im Kehlkopf Atemluft zu einem Teil in Phonationsstrom umfunktioniert wird.
Die Aufrechterhaltung der Sprechatmung hängt davon ab, dass Sprechinhalte beziehungsweise „Sprechmaterial“ unmittelbar bereitstehen. Um bei intermittierend fehlender Bereitstellung nicht ständig in eine Ruheatmung zurückzufallen und stets erneut einatmen zu müssen, mit der möglichen Konsequenz einer respiratorischen Imbalance (zum Beispiel Hyperventilations-Syndrom), erfüllen motorische Ersatzroutinen mithilfe von Verzögerungslauten (Fülllauten bzw. Füllwörtern) den Zweck, die Sprechatmung aufrechtzuerhalten und dienen damit einer erheblichen Ökonomisierung des Atemvorgangs.

## Kommunikative Funktion
Verzögerungslaute haben keine lexikalische Bedeutung im engeren Sinn und sind insofern mit Interjektionen vergleichbar, werden im Unterschied zu diesen aber normalerweise auch nicht mit einer besonderen Ausdrucks- oder Apellfunktion gebraucht. Neben der rein motorisch und respiratorisch bedingten Funktion, die Sprechatmung aufrechtzuerhalten, kann ihnen jedoch auch eine gewisse kommunikative Funktion zukommen, nämlich den sprachlichen Kontakt zum Hörer aufrechtzuerhalten und ihm anzuzeigen, dass der Sprecher seine Äußerung noch fortsetzen oder ein vorangegangenes Wort durch ein passenderes ersetzen will („Wir fahren zum Flughafen, äh, zum Bahnhof“). Damit sind Verzögerungslaute einer der Mechanismen, die bei der Regelung des Sprecherwechsels im Gespräch beteiligt sind.
Die Grenze zwischen Verlegenheitslaut und Interjektion ist insofern fließend, als auch Verlegenheitslaute wie Interjektionen für weitergehende Ausdrucksintentionen eingesetzt werden können, z. B. als Ausdruck distanzierender Ironie oder eines Zweifels („Sie reisen also mit ihrer, äh, Gemahlin?“, „Ich weiß nicht, hm, sollen wir das wirklich machen?“). Es handelt sich dann nicht um Verzögerungslaute im eigentlichen Sinn, sofern die motorisch-respiratorische Ursache nicht gegeben ist, sondern nur lautlich inszeniert wird, um eine bestimmte Ausdruckswirkung zu erzielen.

## Bewertung von Verlegenheitslauten
Häufiger und unmotiviert erscheinender Gebrauch von Verzögerungslauten als Merkmal individuellen Sprecherverhaltens wird oft als Hinweis auf mangelnde Konzentration oder sogar auf das Vorliegen von Sprachstörungen gedeutet. Die Sprecherziehung und Schulung für öffentliche Auftritte oder Verkaufsgespräche sind auf den Erwerb flüssiger Rede und damit auf die Vermeidung von Verzögerungslauten angelegt.
Bei vorproduzierten Rundfunksendungen schneidet man Verzögerungslaute meist heraus (ä-Stopper), beim Stenografieren von Reden werden sie ignoriert. Bei der Anfertigung von Transkripten in der Sozialforschung hängt es vom methodischen Ansatz ab, ob Verlegenheitslaute transkribiert oder weggelassen werden. In der Schriftsprache treten sie nur als Stilmerkmal gesuchter Mündlichkeit auf.
Regional verschieden werden auch die Worte ja oder halt als Diskurspartikel eingeschoben.

## Äquivalente in anderen Sprachen
Obwohl der Verlegenheitslaut keinen eigenen lexikalisierten Inhalt hat, tritt er doch in verschiedenen Sprachen in unterschiedlicher lautlicher Gestalt auf:
- englisch er, erm, uh, um,
- französisch euh,
- spanisch eh, Mm-hmm,
- japanisch えっと etto, japanisch あのお anō,
- schwedisch hm
- chinesisch 那个 nà ge

## Humor
Da häufiger oder habitueller Gebrauch von Verlegenheitslauten als Zeichen für mangelnde Vorbereitung oder fehlendes Wissen gewertet oder auch als persönliche Marotte gesehen wird, ist die überzeichnende Nachahmung solchen Sprechverhaltens ein beliebtes Mittel der Parodie von Politikern und anderen Prominenten (z. B. Edmund Stoiber, Boris Becker, Barack Obama).